# Liste der Kulturdenkmäler in Otzberg
Die folgende Liste enthält die in der Denkmaltopographie ausgewiesenen Kulturdenkmäler auf dem Gebiet  der Gemeinde Otzberg, Landkreis Darmstadt-Dieburg, Hessen.
Hinweis: Die Reihenfolge der Denkmäler in dieser Liste orientiert sich zunächst an Ortsteilen und anschließend der Anschrift, alternativ ist sie auch nach der Bezeichnung, der vom Landesamt für Denkmalpflege vergebenen Nummer oder der Bauzeit sortierbar.
Kulturdenkmäler werden fortlaufend im Denkmalverzeichnis des Landes Hessen durch das Landesamt für Denkmalpflege Hessen auf Basis des Hessischen Denkmalschutzgesetzes (HDSchG) geführt. Die Schutzwürdigkeit eines Kulturdenkmals hängt nicht von der Eintragung in das Denkmalverzeichnis des Landes Hessen oder der Veröffentlichung in der Denkmaltopographie ab.

Das Vorhandensein oder Fehlen eines Objekts in dieser Liste ist keine rechtsverbindliche Auskunft darüber, ob es Kulturdenkmal ist oder nicht: Diese Liste entspricht möglicherweise nicht dem aktuellen Stand der offiziellen Denkmaltopographie. Diese ist für Hessen in den entsprechenden Bänden der Denkmaltopographie Bundesrepublik Deutschland und im Internet unter DenkXweb – Kulturdenkmäler in Hessen einsehbar. Auch diese Quellen sind, obwohl sie durch das Landesamt für Denkmalpflege Hessen aktualisiert werden, nicht immer aktuell, da es im Denkmalbestand immer wieder Änderungen gibt.
Eine verbindliche Auskunft erteilt allein das Landesamt für Denkmalpflege Hessen.
Nutze diese Kartenansicht, um Koordinaten in der Liste zu setzen. In dieser Kartenansicht sind Kulturdenkmale ohne Koordinaten mit einem roten bzw. orangen Marker dargestellt und können in der Karte gesetzt werden. Kulturdenkmale ohne Bild sind mit einem blauen bzw. roten Marker gekennzeichnet, Kulturdenkmale mit Bild mit einem grünen bzw. orangen Marker.

## Kulturdenkmäler nach Ortsteilen

### Habitzheim
| Bild               | Bezeichnung                          | Lage | Beschreibung                                                                                                  | Bauzeit | Objekt-Nr. |
| ------------------ | ------------------------------------ | --- | --- | ------- | ---------- |
| Bild gesucht BW    | Gesamtanlage                         | Habitzheim, Gesamtanlage Historischer Ortskern Lage | |         | 124809 DDB |
| weitere Bilder     | Evangelische Kirche                  | Habitzheim, Burggrabenstraße 1 LageFlur: 1, Flurstück: 115 | | 1728–41 | 15519 DDB  |
| weitere Bilder     | Katholische Kirche St. Cyriakus      | Habitzheim, Burggrabenstraße 3 LageFlur: 1, Flurstück: 114/7 | | 1858    | 15520 DDB  |
| Bild gesucht BW    | "ODENWALDBAHN (II)"                  | Habitzheim, Eisenbahn, Am Sandgraben LageFlur: 15, Flurstück: 79/1–3 | | 1870/71 | 953654 DDB |
| weitere Bilder     | Kriegerdenkmal                       | Habitzheim, Freier Platz LageFlur: 1, Flurstück: 576 | |         | 15522 DDB  |
| Wohnhaus           | Wohnhaus                             | Habitzheim, Freier Platz 1 LageFlur: 1, Flurstück: 118 | |         | 15521 DDB  |
| Hofanlage          | Hofanlage                            | Habitzheim, Krötengasse, Krötengasse 26 LageFlur: 1, Flurstück: 280/3, 280/4, 599/2                                                                                               | |         | 124810 DDB |
| Gersprenzbrücke    | Gersprenzbrücke                      | Habitzheim, L 3413, Tannenmühle, Am Teichgraben LageFlur: 12, 13, Flurstück: 14/12, 14/25, 20/4, 51/4, 9/1                                                                        | |         | 15538 DDB  |
| Wohnhaus           | Wohnhaus                             | Habitzheim, Langgasse 4/6 LageFlur: 1, Flurstück: 128, 132 | |         | 15525 DDB  |
| Wohnhaus           | Wohnhaus                             | Habitzheim, Langgasse 15 LageFlur: 1, Flurstück: 226 | |         | 15526 DDB  |
| Ehem. Amtshaus     | Ehem. Amtshaus                       | Habitzheim, Langgasse 17 LageFlur: 1, Flurstück: 192 | Im Kern ehemaliges Amtshaus von 1577, 1888 stark verändert                                                    | 1577    | 15527 DDB  |
| Wohnhaus           | Wohnhaus                             | Habitzheim, Langgasse 18 LageFlur: 1, Flurstück: 144/1 | Fachwerkhaus mit Krüppelwalmdach                                                                              | 1741    | 15528 DDB  |
| Hofreite           | Hofreite                             | Habitzheim, Langgasse 26, Langgasse LageFlur: 1, Flurstück: 11/1, 154 | |         | 15529 DDB  |
| Friedhof           | Friedhof                             | Habitzheim, Ringstraße 10 LageFlur: 2, Flurstück: 10/6 | |         | 15530 DDB  |
| weitere Bilder     | Hofgut mit ehemaliger Schlosskapelle | Habitzheim, Schloßgasse 7, Burggrabenstraße 3, 5, 11 LageFlur: 1, Flurstück: 101/2, 110/7, 114/7                                                                                  | Ehemalige Schlosskapelle (zweigeschossiger Steinbau aus dem 16. Jahrhundert); weitere Haupt- und Nebengebäude |         | 15531 DDB  |
| Wohnhaus           | Wohnhaus                             | Habitzheim, Schulstraße 1 LageFlur: 1, Flurstück: 225/2 | |         | 15532 DDB  |
| Wohnhaus           | Wohnhaus                             | Habitzheim, Schulstraße 3 LageFlur: 1, Flurstück: 218 | |         | 15533 DDB  |
| Wohnhaus           | Wohnhaus                             | Habitzheim, Schulstraße 5 LageFlur: 1, Flurstück: 217/2 | |         | 15534 DDB  |
| Sachteil Maske     | Sachteil Maske                       | Habitzheim, Schulstraße 8 LageFlur: 1, Flurstück: 197 | Sandsteinrelief einer Maske; ins Gebäude eingemauert                                                          |         | 15535 DDB  |
| Hofreite, Wohnhaus | Hofreite, Wohnhaus                   | Habitzheim, Schulstraße 13 LageFlur: 1, Flurstück: 209/2 | |         | 15536 DDB  |
| Hofreite           | Hofreite                             | Habitzheim, Semder Straße 2 LageFlur: 1, Flurstück: 87/3 | |         | 15537 DDB  |
| weitere Bilder     | Tannenmühle                          | Habitzheim, Tannenmühle, Wirtsgärtchen, Spachbrücker Straße 112, Mühlgraben, L 3413, Gersprenzbruch LageFlur: 1, 12, 13, Flurstück: 613, 14/15, 14/26, 47, 48, 49, 50, 51/4, 52/3 | |         | 124811 DDB |
| Dorfmühle          | Dorfmühle                            | Habitzheim, Zur Dorfmühle 5, Mühlgraben, Mühlbach, Am Mühlhöllchen hinten LageFlur: 1, Flurstück: 492, 493, 494/1, 613, 614                                                       | |         | 124812 DDB |

### Hering
| Bild               | Bezeichnung                       | Lage                                                                                       | Beschreibung | Bauzeit | Objekt-Nr. |
| ------------------ | --------------------------------- | ------------------------------------------------------------------------------------------ | --- | ------- | ---------- |
| Gesamtanlage       | Gesamtanlage                      | Hering, Gesamtanlage Historischer Ortskern Lage                                            | Im historischen Kern von Hering sind Burgmannenhöfe und Ackerbürgerhöfe auf winkelförmigen Grundrissen an einer Serpentinenstraße zur Burg angeordnet. Ein großer Teil der historischen Bausubstanz des 17,. 18. und 19. Jahrhunderts ist noch erhalten. Teile der Stadtbefestigung sind noch erhalten. Auf dem Gipfel des Otzbergs liegt die historische Burganlage. |         | 15540 DDB  |
| Ehemaliges Rathaus | Ehemaliges Rathaus                | Hering, Am Alten Rathaus 2 LageFlur: 1, Flurstück: 183                                     | Gebäude mit ursprünglich offenem massivem Untergeschoss und Fachwerkobergeschoss, bez. 1619 |         | 15542 DDB  |
| Scheune            | Scheune                           | Hering, Am Alten Rathaus 5 LageFlur: 1, Flurstück: 186                                     | Fachwerkscheune, bez. 1572 | 1572    | 15543 DDB  |
| Burgmannenhaus     | Burgmannenhaus                    | Hering, Am Burgmannenhaus 1 LageFlur: 1, Flurstück: 214                                    | Hofanlage des frühen 16. Jh. |         | 15544 DDB  |
| weitere Bilder     | Stadtbefestigung                  | Hering, Am Burgmannenhaus 3/10, Burgweg 25/26 LageFlur: 1, Flurstück: 177, 195/2, 197, 215 | Im Westen, von Süden nach Norden in ca. 3 m Höhe erhalten, sowie südlich der kath. Kirche |         | 15554 DDB  |
| weitere Bilder     | Backhaus                          | Hering, Burgweg 2 LageFlur: 1, Flurstück: 167/3                                            | |         | 15545 DDB  |
| weitere Bilder     | Wohnhaus                          | Hering, Burgweg 8 LageFlur: 1, Flurstück: 168/1                                            | Fachwerkwohnhaus |         | 15546 DDB  |
| Ziehbrunnen        | Ziehbrunnen                       | Hering, Burgweg (bei Nr. 9) LageFlur: 1, Flurstück: 178                                    | | 1594    | 15550 DDB  |
| weitere Bilder     | Hofanlage                         | Hering, Burgweg 12 LageFlur: 1, Flurstück: 170                                             | |         | 15547 DDB  |
| weitere Bilder     | Wohnhaus                          | Hering, Burgweg 14 LageFlur: 1, Flurstück: 171                                             | |         | 15548 DDB  |
| weitere Bilder     | Katholische Pfarrkirche St. Maria | Hering, Burgweg 26 LageFlur: 1, Flurstück: 177                                             | |         | 15549 DDB  |
| weitere Bilder     | Veste Otzberg                     | Hering, Burgweg 28 LageFlur: 1, Flurstück: 231/3                                           | |         | 15541 DDB  |
| weitere Bilder     | Friedhof                          | Hering, Friedhofstraße LageFlur: 1, Flurstück: 63                                          | Friedhof, Ehrenfriedhof/Gedenkstätte |         | 15551 DDB  |
| Hofreite           | Hofreite                          | Hering, Odenwaldstraße 11 LageFlur: 1, Flurstück: 160                                      | |         | 15552 DDB  |
| weitere Bilder     | Ev.-Ref. Kirche                   | Hering, Odenwaldstraße 42 LageFlur: 3, Flurstück: 7                                        | Neoromanische Saalkirche | 1899    | 15553 DDB  |
| weitere Bilder     | Pfarrhaus                         | Hering, Zum Bergfried 4 LageFlur: 1, Flurstück: 83                                         | |         | 124813 DDB |
| weitere Bilder     | Schule                            | Hering, Zum Bergfried 10 LageFlur: 1, Flurstück: 99/3                                      | | 1884    | 124814 DDB |
| Wohnhaus           | Wohnhaus                          | Hering, Zum Bergfried 13 LageFlur: 1, Flurstück: 145                                       | |         | 124815 DDB |

### Lengfeld
| Bild                         | Bezeichnung                         | Lage | Beschreibung | Bauzeit                                         | Objekt-Nr. |
| ---------------------------- | ----------------------------------- | --- | --- | ----------------------------------------------- | ---------- |
| Gesamtanlage                 | Gesamtanlage                        | Lengfeld, Gesamtanlage Historischer Ortskern Lage | Das Haufendorf wurde ringförmig erschlossen. Es sind nur Teilbereiche zusammenhängender historischen Bebauung erhalten. Im Nordwesten, entlang der Pfarrhausstraße liegen Hofreiten des 18. und 19. Jh. und der befestigte Kirchhof. In der Hintergasse, der Müllergasse, der Rathausgasse und der Gasse Zum Borngraben im Südosten befinden sich Hofreiten des 17. und 18. Jhs. |                                                 | 15555 DDB  |
| Gärten mit Einfriedung       | Gärten mit Einfriedung              | Lengfeld, Am Borngraben, Borngraben LageFlur: 1, Flurstück: 600, 601, 603, 657/1 | Gartenparzellen parallel zum Borngraben, eingefasst durch Zaun und Mauer, im südlichen Teil von Gartenplaner angelegt, mit Historischer Pavillon | 1838                                            | 784110 DDB |
| Bild gesucht BW              | Kilometerstein                      | Lengfeld, An der Schmiede (B426) LageFlur: 15, Flurstück: 46/1 | Sandsteinsäule, Aufschrift auf weißem Grund „Darmstadt 30,0 km“ | 19. Jh.                                         | 15586 DDB  |
| Hofgut                       | Hofgut                              | Lengfeld, Bahnhofstraße 13 LageFlur: 1, Flurstück: 310/2 | Herrenhaus |                                                 | 124817 DDB |
| weitere Bilder               | Bahnhof                             | Lengfeld, Bahnhofstraße 15/15A LageFlur: 1, Flurstück: 255/12, 255/13 | |                                                 | 124818 DDB |
| weitere Bilder               | Ehemaliges Rathaus                  | Lengfeld, Bismarckstraße 2 LageFlur: 1, Flurstück: 123 | Massives Untergeschoss mit Durchfahrt bez. 1717, Fachwerkobergeschoss | 1717                                            | 15559 DDB  |
| weitere Bilder               | Wohnhaus                            | Lengfeld, Bismarckstraße 4 LageFlur: 1, Flurstück: 161 | Zweigeschossiges Eck-Fachwerkhaus, eingeschossiger Vorbau, ehemaliges Zollhäuschen, am Kellerhaöz bez. 1521, Jahreszahl über dem Eingang bez. 1707. | 1707, Keller von 1521                           | 15560 DDB  |
| Sachteil Toreinfahrt         | Sachteil Toreinfahrt                | Lengfeld, Bismarckstraße 5 LageFlur: 1, Flurstück: 156/4 | Sandstein | Ende 17. Jh.                                    | 15561 DDB  |
| Wohnhaus mit Hoftor          | Wohnhaus mit Hoftor                 | Lengfeld, Bismarckstraße 10 LageFlur: 1, Flurstück: 166 | Zweigeschossiges giebelständiges Fachwerkhaus mit massivem Untergeschoss, Hoftor mit Handpforte | 17. Jh.                                         | 15562 DDB  |
| Wohnhaus                     | Wohnhaus                            | Lengfeld, Bismarckstraße 12 LageFlur: 1, Flurstück: 167 | Zweigeschossiges giebelständiges Fachwerkhaus mit massivem Untergeschoss, Hoftor mit Handpforte | UG Ende 17. Jh., OG Ende 18. Jh.                | 15563 DDB  |
|                              |                                     | Lengfeld, Bismarckstraße 13 LageFlur: 1, Flurstück: 7 | |                                                 | 784099 DDB |
| Wohnhaus                     | Wohnhaus                            | Lengfeld, Bismarckstraße 15 LageFlur: 1, Flurstück: 6 | Zweigeschossiges Bauernhaus, ursprünglich Fachwerk, Giebel und Erdgeschosstraufseite massiv erneuert | um 1700                                         | 15564 DDB  |
| Wohnhaus                     | Wohnhaus                            | Lengfeld, Bismarckstraße 19 LageFlur: 1, Flurstück: 4 | Zweigeschossiges traufständiges Fachwerkhaus mit vorkragendem Obergeschoss und Traufkante | um 1800                                         | 15565 DDB  |
| Wohnhaus                     | Wohnhaus                            | Lengfeld, Bismarckstraße 20 LageFlur: 1, Flurstück: 171/1 | Zweigeschossiges giebelständiges Fachwerkhaus mit massivem Untergeschoss | 18. Jh.                                         | 15566 DDB  |
| Ehem. Synagoge               | Ehem. Synagoge                      | Lengfeld, Bismarckstraße 21 LageFlur: 1, Flurstück: 2 | Zweigeschossiger Fachwerkbau | um 1800                                         | 784100 DDB |
|                              |                                     | Lengfeld, Bismarckstraße 24 LageFlur: 1, Flurstück: 174 | |                                                 | 124819 DDB |
| Wohnhaus                     | Wohnhaus                            | Lengfeld, Bismarckstraße 26 LageFlur: 1, Flurstück: 175/1 | Zweigeschossiges giebelständiges Fachwerkhaus | 17. Jh.                                         | 15567 DDB  |
| Ehem. Schulhaus              | Ehem. Schulhaus                     | Lengfeld, Bismarckstraße 27 LageFlur: 1, Flurstück: 335 | Traufständiger Bau mit eineinhalbgeschossigem massivem Untergeschoss, vorkragendes Fachwerkobergeschoss | 18. Jh.                                         | 15568 DDB  |
| Ehem. Kaplanei               | Ehem. Kaplanei                      | Lengfeld, Bismarckstraße 29 LageFlur: 1, Flurstück: 333/3 | Zweigeschossiges traufständiges Fachwerkhaus mit massivem Untergeschoss | EG: Datierung am Kellerportal 1607, OG: 18. Jh. | 15569 DDB  |
| Laufbrunnen                  | Laufbrunnen                         | Lengfeld, Borngasse LageFlur: 1, Flurstück: 17 | Wappenbild von Lengfeld | Mitte 19. Jh.                                   | 15557 DDB  |
| Wohnhaus                     | Wohnhaus                            | Lengfeld, Borngasse 3 LageFlur: 1, Flurstück: 149/1 | Zweigeschossiges giebelständiges Fachwerkhaus | 18. Jh.                                         | 15570 DDB  |
| Wohnhaus                     | Wohnhaus                            | Lengfeld, Borngasse 14 LageFlur: 1, Flurstück: 23 | Zweigeschossiges Eck-Fachwerkhaus, Zierfachwerk rheinischen Einflusses | 17. Jh.                                         | 15571 DDB  |
| Wohnhaus                     | Wohnhaus                            | Lengfeld, Borngasse 15 LageFlur: 1, Flurstück: 33 | Eingeschossiges Eck-Fachwerkhaus | um 1800                                         | 15572 DDB  |
| Eisenbahnbrücke              | Eisenbahnbrücke                     | Lengfeld, Die Weidenstaude LageFlur: 5, Flurstück: 49/2 | | 1905                                            | 924316 DDB |
| Bild gesucht BW              | "ODENWALDBAHN (II)"                 | Lengfeld, Eisenbahn, Außerhalb 11, Bahnhofstraße 15/15A, Bahnhofstraße (L 3065), Die Weidenstraße, Hinterm Dornflecken, Hinterm Wendelsberg, K 117, Überm untersten Eichgraben LageFlur: 1, 4, 5, 7–10, Flurstück: 255/1, 255/10, 255/12, 255/13, 261/1, 1/1–3, 49/1–3, 50, 35, 56/2, 56/4–8, 22/, 12, 13/3 | | 1870/71                                         | 953655 DDB |
| Eisenbahnbrücke              | Eisenbahnbrücke                     | Lengfeld, Eisenbahn LageFlur: 1, Flurstück: 255/1 | | 1870                                            | 784112 DDB |
| Straßenbrücke                | Straßenbrücke                       | Lengfeld, Eisenbahn LageFlur: 5, Flurstück: 49/3 | | 1870                                            | 784113 DDB |
| Gesamtanlage                 | Gesamtanlage                        | Lengfeld, Gesamtanlage Habitzheimer Straße Lage | |                                                 | 777874 DDB |
| Ökonomiehof                  | Ökonomiehof                         | Lengfeld, Habitzheimer Straße 14 LageFlur: 1, Flurstück: 239/1 | Zweigeschossiges Wohnhaus, massiver Backsteinbau mit zentralem Erker, U-förmig angeordnete zweigeschossige Stall- und Scheunengebäude, Sockel Sandstein, zur Straße Zierklinkerwerk |                                                 | 15573 DDB  |
| Wohnhaus                     | Wohnhaus                            | Lengfeld, Heierngasse 5 LageFlur: 1, Flurstück: 47/4 | | Ende 18. Jh.                                    | 15574 DDB  |
| Wohnhaus                     | Wohnhaus                            | Lengfeld, Heierngasse 16a LageFlur: 1, Flurstück: 380/1 | | Ende 17. Jh.                                    | 15575 DDB  |
| Wegkreuz                     | Wegkreuz                            | Lengfeld, Heierngasse (vor Hindenburgstraße 19) LageFlur: 1, Flurstück: 376/1 | | 1784                                            | 15578 DDB  |
| weitere Bilder               | Heidenmühle                         | Lengfeld, Heydenmühle 1, Mühlbach, Heydenmühle LageFlur: 12, Flurstück: 57/3, 61, 67 | | 19. Jh.                                         | 15588 DDB  |
| Wohnhaus                     | Wohnhaus                            | Lengfeld, Hindenburgstraße 12 LageFlur: 1, Flurstück: 27/1 | Zweigeschossiges, giebelständiges Fachwerkhaus mit nachträglichem, massiven Anbau. Eckständer bez. 1716 | 1716                                            | 15576 DDB  |
| Wohnhaus                     | Wohnhaus                            | Lengfeld, Hindenburgstraße 13 LageFlur: 1, Flurstück: 52 | | 1800                                            | 15577 DDB  |
| Wohnhaus                     | Wohnhaus                            | Lengfeld, Hindenburgstraße 17A LageFlur: 1, Flurstück: 43/2 | | Ende 18. Jh.                                    | 15579 DDB  |
| Mauereinfriedung             | Mauereinfriedung                    | Lengfeld, Hintergasse, Hintergasse 4/6 LageFlur: 1, Flurstück: 109/2, 115, 116 | |                                                 | 124821 DDB |
| Transformatorenturm          | Transformatorenturm                 | Lengfeld, In der Hohl 12 LageFlur: 13, Flurstück: 156 | Historische Turmtrafostation | 1920er Jahre                                    | 784111 DDB |
| Wohnhaus                     | Wohnhaus                            | Lengfeld, Neuweg 1 LageFlur: 1, Flurstück: 85/1 | | Ende 18. Jh.                                    | 15580 DDB  |
| Ehemaliges jüdisches Bethaus | Ehemaliges jüdisches Bethaus        | Lengfeld, Otzbergstraße 10 LageFlur: 1, Flurstück: 117 | Ehemaliges jüdisches Bethaus, Kulturdenkmal aus geschichtlichen Gründen. | 19. Jahrhundert                                 | 124823 DDB |
| Schule/Rathaus               | Schule/Rathaus                      | Lengfeld, Otzbergstraße 13 LageFlur: 1, Flurstück: 727 | |                                                 | 124824 DDB |
| weitere Bilder               | Kirchhof/Friedhof                   | Lengfeld, Pfarrhausstraße, Am Wolfenberg 8 LageFlur: 1, Flurstück: 337/1, 339, 345/1 | Alter Wehrfriedhof mit historischen Grabsteinen; Friedhofserweiterung des 19. Jh. mit historischen Grabmalen |                                                 | 827167 DDB |
| weitere Bilder               | Evangelische Pfarrkirche St. Gallus | Lengfeld, Pfarrhausstraße 2, Pfarrhausstraße LageFlur: 1, Flurstück: 337/1, 337/2 | Abriss der Kirche aus dem 13. Jh. erfolgte 1771 bis auf den Turm, 1772–1783 Neuerrichtung als Hallenkirche, 1841 Turmerhöhung |                                                 | 15581 DDB  |
| Pfarrhaus                    | Pfarrhaus                           | Lengfeld, Pfarrhausstraße 4 LageFlur: 1, Flurstück: 338/1 | Zweigeschossiges traufständiges Fachwerkhaus auf hohem Sockel | 1742                                            | 15582 DDB  |
|                              |                                     | Lengfeld, Pfarrhausstraße 7 LageFlur: 1, Flurstück: 21 | |                                                 | 124825 DDB |
| Wohnhaus                     | Wohnhaus                            | Lengfeld, Pfarrhausstraße 12 LageFlur: 1, Flurstück: 369 | Zweigeschossiges traufständiges Fachwerkhaus | um 1800                                         | 15583 DDB  |
| Brunnen                      | Brunnen                             | Lengfeld, Pfarrhausstraße (vor Bismarckstraße 25) LageFlur: 1, Flurstück: 12 | |                                                 | 124820 DDB |
| Wohnhaus                     | Wohnhaus                            | Lengfeld, Rathausgasse 13 LageFlur: 1, Flurstück: 90 | |                                                 | 15584 DDB  |
| weitere Bilder               | Bundenmühle                         | Lengfeld, Reinheimer Straße 102, Mühlbach LageFlur: 12, Flurstück: 51, 53, 54, 55 | Mühle nach einem Brand teilweise eingestürzt; gelegen am alten Mühlenbach, einem Nebenbach der Semme, liegt westlich des Ortes diese alte Mühlenanlage. Polygonal geschlossener Hof mit Wohn- und Mühlenhaus entstanden um etwa 1700 (EG massiv mit Sandsteineckquaderung und -fenstergewänden, OG verputztes Fachwerk). Anbauten, Scheunen- und Stallgebäude sowie massives Torgebäude (rundbogige Einfahrt und Handpforte mit schönen Sandsteingewänden) aus dem 19. Jahrhundert. Das innen liegende Mühlenrad und Reste der Mahlmechanik sind noch vorhanden. Wegen ihrer Bedeutung für die regionale Wirtschaftsgeschichte ist die Anlage in ihrer Gesamtheit zu schützen. | um 1700, Teil im 19. Jh.                        | 15587 DDB  |
| Wohnhaus                     | Wohnhaus                            | Lengfeld, Zum Borngraben 4 LageFlur: 1, Flurstück: 37 | |                                                 | 15585 DDB  |
| Zaunanlage                   | Zaunanlage                          | Lengfeld, Zum Borngraben 12 LageFlur: 1, Flurstück: 79 | |                                                 | 784115 DDB |

### Lengfeld-Zipfen
| Bild           | Bezeichnung           | Lage | Beschreibung | Bauzeit | Objekt-Nr. |
| -------------- | --------------------- | --- | ------------ | ------- | ---------- |
| weitere Bilder | Ehemalige Ziegelhütte | Lengfeld-Zipfen, Hauptstraße 5, Hauptstraße, Hauptstraße (B 426), Hinter der Ziegelhütte LageFlur: 3, 15, Flurstück: 180/19, 77/3, 77/4, 77/5, 77/8 |              |         | 15589 DDB  |
| weitere Bilder | Ehemaliges Forsthaus  | Lengfeld-Zipfen, Nalsbachring 3, Auf dem Zipfen LageFlur: 3, Flurstück: 61, 62                                                                      |              |         | 15590 DDB  |
| Wohnhaus       | Wohnhaus              | Lengfeld-Zipfen, Zu den Steinbrüchen 5 LageFlur: 3, Flurstück: 43                                                                                   |              |         | 15591 DDB  |
| Hofreite       | Hofreite              | Lengfeld-Zipfen, Zu den Steinbrüchen 9 LageFlur: 3, Flurstück: 34                                                                                   |              |         | 15592 DDB  |

### Nieder-Klingen
| Bild                        | Bezeichnung                 | Lage | Beschreibung | Bauzeit | Objekt-Nr. |
| --------------------------- | --------------------------- | --- | --- | ------- | ---------- |
| Gesamtanlage Nieder-Klingen | Gesamtanlage Nieder-Klingen | Nieder-Klingen, Gesamtanlage Historischer Ortskern Lage                                                                                      | Die historische Bausubstanz des geschlossenen Haufendorfs ist noch gut erhalten. Das Ortsbild wird durch schmale langgestreckte Hofreiten des 17., 18. und 19. Jahrhunderts charakterisiert. Am nordöstlichen Ortsrand liegen fünf Hofreiten des 18. Jahrhunderts, die von einer Dorferweiterung zeugen. |         | 15593 DDB  |
| Wohnhaus                    | Wohnhaus                    | Nieder-Klingen, Klosterstraße 16 LageFlur: 1, Flurstück: 47/1                                                                                | |         | 15595 DDB  |
| Wohnhaus                    | Wohnhaus                    | Nieder-Klingen, Krumme Straße 2 LageFlur: 1, Flurstück: 201/1                                                                                | |         | 15596 DDB  |
| Wohnhaus                    | Wohnhaus                    | Nieder-Klingen, Krumme Straße 4 LageFlur: 1, Flurstück: 200                                                                                  | |         | 15597 DDB  |
| weitere Bilder              | Friedhof mit Gedenkstätte   | Nieder-Klingen, Lengfelder Straße LageFlur: 1, Flurstück: 152                                                                                | Kriegerdenkmal von 1870/71 | 1824    | 15605 DDB  |
| weitere Bilder              | Altes Rathaus               | Nieder-Klingen, Lengfelder Straße 25 LageFlur: 1, Flurstück: 3                                                                               | Zweigeschossiger traufständiger Fachwerkbau | um 1800 | 15598 DDB  |
| weitere Bilder              | Evangelische Kirche         | Nieder-Klingen, Lengfelder Straße 27 LageFlur: 1, Flurstück: 1                                                                               | | 1906/07 | 15599 DDB  |
| Ehemalige Schule            | Ehemalige Schule            | Nieder-Klingen, Lengfelder Straße 29 LageFlur: 1, Flurstück: 2                                                                               | | um 1900 | 15600 DDB  |
| Laufbrunnen                 | Laufbrunnen                 | Nieder-Klingen, Lengfelder Straße (Ecke Heringer Straße) LageFlur: 1, Flurstück: 32/1                                                        | |         | 15594 DDB  |
| Wohnhaus                    | Wohnhaus                    | Nieder-Klingen, Lindenstraße 7 LageFlur: 1, Flurstück: 71/6                                                                                  | |         | 15601 DDB  |
| Wohnhaus                    | Wohnhaus                    | Nieder-Klingen, Lindenstraße 11 LageFlur: 1, Flurstück: 77                                                                                   | |         | 15602 DDB  |
| Wohnhaus                    | Wohnhaus                    | Nieder-Klingen, Lindenstraße 15 LageFlur: 1, Flurstück: 79                                                                                   | |         | 15603 DDB  |
| Häusergruppe                | Häusergruppe                | Nieder-Klingen, Lindenstraße 20 LageFlur: 1, Flurstück: 37                                                                                   | |         | 15604 DDB  |
| Storkenmühle                | Storkenmühle                | Nieder-Klingen, Wilhelmstraße 13, Der Nachtbruch, Die Mühlhofsgärten, Wilhelmstraße LageFlur: 1, Flurstück: 284/1, 284/2, 288, 289, 290, 368 | |         | 15607 DDB  |

### Ober-Klingen
| Bild                      | Bezeichnung                      | Lage | Beschreibung | Bauzeit      | Objekt-Nr. |
| ------------------------- | -------------------------------- | --- | --- | ------------ | ---------- |
| Gesamtanlage              | Gesamtanlage                     | Ober-Klingen, Gesamtanlage Historischer Ortskern Lage                                                           | Das Dorf entwickelte sich entlang eines Bachlaufs unterhalb des befestigten Kirchhofs des 13. Jahrhunderts. Im 18. Jahrhundert wurde parallel zum Dorfgraben eine Landstraße gebaut. Entlang dieser ist noch historische Bausubstanz in Form von Hofreiten des 18. Jhs. zu finden. |              | 15608 DDB  |
| Brücke (von Drei Brücken) | Brücke (von Drei Brücken)        | Ober-Klingen, Bachstraße (an Wiesenstraße) LageFlur: 1, Flurstück: 591                                          | Flachbogige Sandsteinbrücke über den Dorfgraben | 19. Jh.      | 15609 DDB  |
| Brücke (von Drei Brücken) | Brücke (von Drei Brücken)        | Ober-Klingen, Bachstraße (an Volkshausstraße) LageFlur: 1, Flurstück: 591                                       | Flachbogige Sandsteinbrücke über den Dorfgraben | 19. Jh.      | 15609 DDB  |
| Brücke (von Drei Brücken) | Brücke (von Drei Brücken)        | Ober-Klingen, Bachstraße (an Heinrichstraße) LageFlur: 1, Flurstück: 591                                        | Flachbogige Sandsteinbrücke über den Dorfgraben | 19. Jh.      | 15609 DDB  |
| Wohnhaus                  | Wohnhaus                         | Ober-Klingen, Heinrichstraße 5 LageFlur: 1, Flurstück: 90                                                       | |              | 15612 DDB  |
| Wohnhaus                  | Wohnhaus                         | Ober-Klingen, Im Eck 1 LageFlur: 1, Flurstück: 260                                                              | |              | 15610 DDB  |
| Wohnhaus                  | Wohnhaus                         | Ober-Klingen, Im Eck 4 LageFlur: 1, Flurstück: 41                                                               | |              | 15611 DDB  |
| weitere Bilder            | Evangelische Pfarrkirche         | Ober-Klingen, Kirchstraße 7/9 LageFlur: 1, Flurstück: 1, 2                                                      | Im Kern 13. Jh., 1809 und 1815 Erweiterung der Langhausfenster, Einbau von Emporen, Turmhaube von 1756 |              | 15613 DDB  |
| weitere Bilder            | Friedhof, Kirchhof, Gedenkstätte | Ober-Klingen, Kirchstraße 9, Kirchstraße 7, Kirchstraße LageFlur: 1, Flurstück: 1, 2, 3, 4/1                    | Historischer Friedhof | 19. Jh.      | 827169 DDB |
| Wohnhaus                  | Wohnhaus                         | Ober-Klingen, Neckarstraße 2 LageFlur: 1, Flurstück: 218/4                                                      | | um 1750      | 15614 DDB  |
| Kohlbacher Hof            | Kohlbacher Hof                   | Ober-Klingen, Reichelsheimer Straße 104, An der Kohlbacher Mühle LageFlur: 7, Flurstück: 63/1, 67, 68, 69, 70/2 | Hofanlage einer ehemaligen Mühle, Wohngebäude aus dem 18. Jh., Stall- und Wirtschaftsgebäude aus dem 19. Jh. |              | 15626 DDB  |
| Wohnhaus                  | Wohnhaus                         | Ober-Klingen, Volkshausstraße 5 LageFlur: 1, Flurstück: 67/2                                                    | | Ende 18. Jh. | 15616 DDB  |
| Wohnhaus                  | Wohnhaus                         | Ober-Klingen, Volkshausstraße 8 LageFlur: 1, Flurstück: 93                                                      | | 17. Jh.      | 15617 DDB  |
| Ehemaliges Rathaus        | Ehemaliges Rathaus               | Ober-Klingen, Volkshausstraße 9 LageFlur: 1, Flurstück: 67/1                                                    | | 1906         | 15615 DDB  |
|                           |                                  | Ober-Klingen, Wersauer Straße 2 LageFlur: 1, Flurstück: 211                                                     | |              | 124828 DDB |
| Hofreite                  | Hofreite                         | Ober-Klingen, Wiesenstraße 6 LageFlur: 1, Flurstück: 60/2                                                       | | 19. Jh.      | 15618 DDB  |
| Ehem. Pfarrhaus           | Ehem. Pfarrhaus                  | Ober-Klingen, Wilhelm-Leuschner-Straße 1 LageFlur: 1, Flurstück: 469/1                                          | |              | 124829 DDB |
| Schule                    | Schule                           | Ober-Klingen, Wilhelm-Leuschner-Straße 9 LageFlur: 1, Flurstück: 170/5                                          | | 1905         | 15619 DDB  |
| Wohnhaus mit Toreinfahrt  | Wohnhaus mit Toreinfahrt         | Ober-Klingen, Wilhelm-Leuschner-Straße 23 LageFlur: 1, Flurstück: 176                                           | Ortsgericht Otzberg IV Ober-Klingen und Nieder-Klingen |              | 15621 DDB  |
| Wohnhaus                  | Wohnhaus                         | Ober-Klingen, Wilhelm-Leuschner-Straße 24 LageFlur: 1, Flurstück: 156                                           | | 1822         | 15622 DDB  |
| Wohnhaus                  | Wohnhaus                         | Ober-Klingen, Wilhelm-Leuschner-Straße 25 LageFlur: 1, Flurstück: 177                                           | | 1812         | 15623 DDB  |
| Wohnhaus                  | Wohnhaus                         | Ober-Klingen, Wilhelm-Leuschner-Straße 35 LageFlur: 1, Flurstück: 183                                           | | 1854         | 15624 DDB  |
| Hofanlage                 | Hofanlage                        | Ober-Klingen, Wilhelm-Leuschner-Straße 37 LageFlur: 1, Flurstück: 186                                           | Wohnhaus und Nebengebäude | 18. Jh.      | 124830 DDB |
| Wohnhaus                  | Wohnhaus                         | Ober-Klingen, Wilhelm-Leuschner-Straße 61 LageFlur: 1, Flurstück: 240/1                                         | | 1822         | 784116 DDB |

### Ober-Nauses
| Bild                        | Bezeichnung                 | Lage                                                               | Beschreibung         | Bauzeit | Objekt-Nr. |
| --------------------------- | --------------------------- | ------------------------------------------------------------------ | -------------------- | ------- | ---------- |
| Gesamtanlage                | Gesamtanlage                | Ober-Nauses, Gesamtanlage Historischer Ortskern Lage               | Drei Kleinbauernhöfe |         | 777245 DDB |
| Ehem. Rathaus- und Schulbau | Ehem. Rathaus- und Schulbau | Ober-Nauses, Höchster Straße 2 LageFlur: 1, Flurstück: 26/5        |                      |         | 15628 DDB  |
| Bild gesucht BW             | Hofanlage                   | Ober-Nauses, Höchster Straße 7 LageFlur: 1, Flurstück: 21/1        |                      | 1737    | 784117 DDB |
| Wohnhaus                    | Wohnhaus                    | Ober-Nauses, Höchster Straße 9/11 LageFlur: 1, Flurstück: 19/1, 20 |                      | um 1700 | 15629 DDB  |

### Schloss Nauses
| Bild           | Bezeichnung    | Lage                                                                     | Beschreibung                                                                                 | Bauzeit | Objekt-Nr. |
| -------------- | -------------- | ------------------------------------------------------------------------ | -------------------------------------------------------------------------------------------- | ------- | ---------- |
|                |                | Schloss Nauses, Am Sandacker 14 LageFlur: 4, Flurstück: 3/1              | Bauernhaus                                                                                   |         | 15631 DDB  |
| weitere Bilder | Schloss Nauses | Schloss Nauses, Höchster Straße 45/47 LageFlur: 4, Flurstück: 30/2, 30/3 | 1471 erstmals erwähnte ehemalige Wasserschlossanlage, Herrenhaus und Torturm aus dem 16. Jh. |         | 15630 DDB  |

## Abgegangene Kulturdenkmäler
| Bild            | Bezeichnung | Lage                                                                             | Beschreibung | Bauzeit | Daten |
| --------------- | ----------- | -------------------------------------------------------------------------------- | ------------ | ------- | ----- |
| Bild gesucht BW | Wohnhaus    | Habitzheim, Krötengasse 33 LageFlur: 1, Flurstück: 301/1 und 304/1               |              |         |       |
| Bild gesucht BW | Wohnhaus    | Ober-Klingen, Wilhelm-Leuschner-Straße 15/17 LageFlur: 1, Flurstück: 172 und 173 |              |         |       |